# Giovanni Bernardo Carlone
Giovanni Bernardo Carlone (n. 1584, Genova, Republica Genova – d. 1631, Milano, Imperiul Spaniol) a fost un pictor italian din perioada manieristă târzie și a baroculuitimpuriu.
S-a născut la Genova. A fost fiul lui Taddeo Carlone⁠(d), sculptor și pictor istoric, care l-a plasat sub îndrumarea lui Pietro Sorri, iar apoi a frecventat școala lui Domenico Passignano⁠(d) din Florența. S-a întors la Genova unde a fost angajat mult timp, precum și la Roma și Florența. El l-a ajutat pe fratele său mai mic, Giovanni Battista Carlone, la imensa frescă din Basilica della Santissima Annunziata del Vastato⁠(d) din Genova și a fost invitat la Milano să picteze tavanul bisericii Theatines, pe care nu a trăit să-l termine. Acesta a fost finalizat de fratele său. A murit la Milano.
Cele mai multe dintre lucrările sale sunt la Genova și în Liguria.

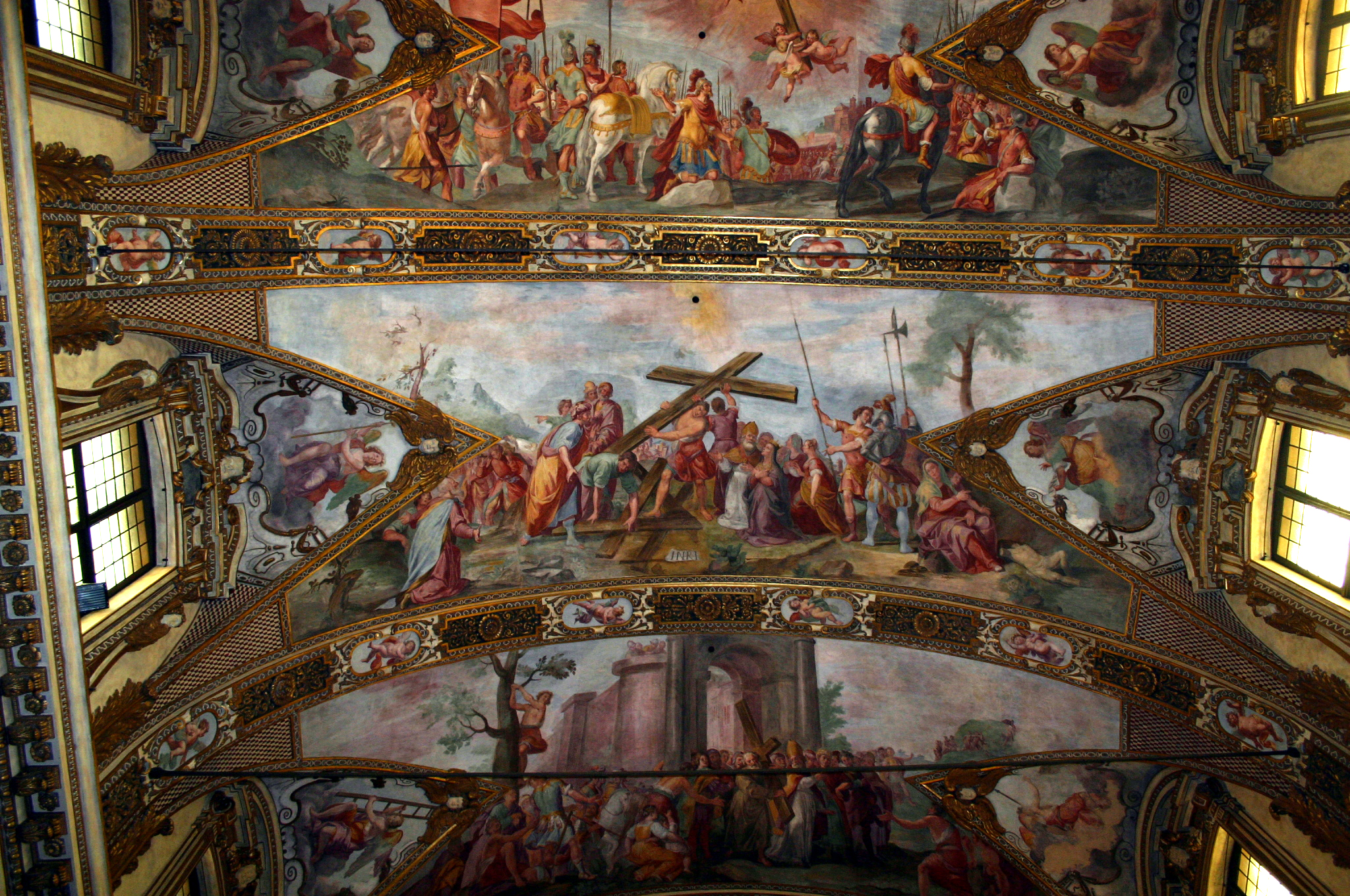
Giovanni Bernardo Carlone, Poveștile Sfintei Cruci, frescă pe tavanul bisericii Sant'Antonio Abate din Milano, Italia